# 리처드 리치
리처드 리치는 애니메이터, 작가, 영화 제작자이자 감독이다.
《토드와 코퍼》의〈타란의 대모험〉을 비롯한 월트 디즈니 피쳐 애니메이션의 여러 애니메이션 영화를 감독하였으며, 《왕과 나》(1999), 《트럼펫을 부는 백조》(2001)의 감독을 맡기도 하였다.

## 같이 보기
- 20세기 애니메이션